# خانواده جینوویسه
خانواده جنایی جینوویسه (تلفظ [dʒenoˈve:ze, -e:se]) یکی از «پنج خانواده» است که به عنوان بخشی از مافیای آمریکا بر فعالیت‌های جرایم سازمان یافته در شهرهای نیویورک و نیوجرسی تسلط دارند. آنها عموماً تأثیر متفاوتی بر بسیاری از خانواده‌های کوچکتر اوباش خارج از نیویورک، از جمله خانواده‌های جنایی فیلادلفیا، پاتریارکا و بوفالو، گذاشته‌اند.
«خانواده» فعلی توسط چارلی "لاکی" لوچیانو تأسیس شد و از سال ۱۹۳۱ تا ۱۹۵۷ که به نام رئیس ویتو ژنووز تغییر نام یافت، به عنوان خانواده جنایی لوچیانو شناخته می‌شد. این خانواده که در ابتدا کنترل اسکلهٔ غرب ساحل منهتن و بازار ماهی Fulton را در اختیار داشت، سالها توسط وینسنت «چانه» گیگانته (ملقب به پدر بزرگ) اداره می‌شد، که در دهکده گرینویچ نیویورک با تغیر ظاهر و شبیه شدن به دیوانگان، پوشیدن لباس پاره و ناخوشایند و حرف زدن با خودش برای جلوگیری از پیگرد قانونی جنون را تقلید می‌کرد ساکن بود.
خانواده جینوویسه قدیمی‌ترین و بزرگترین خانواده در میان «پنج خانواده» است. این خانواده با یافتن راه‌های جدید برای کسب درآمد در قرن ۲۱، در مواقع حباب مسکن با موجی از کلاهبرداری وام مسکن از بی احتیاطی بانک‌ها استفاده کردند. دادستان‌ها می‌گویند قربانیان وام کوسه برای پرداخت بدهی به بانکداران اوباش خود وام مسکن مسکن را دریافت کردند. این خانواده راه‌هایی برای استفاده از فناوری جدید برای بهبود  قمار غیرقانونی پیدا کرده‌است به این ترتیب که مشتریان از طریق اینترنت از طریق سایت‌های خارج از کشور شرط‌بندی می‌کنند.
اگرچه به نظر می‌رسید که پس از مرگ گیگانته در سال ۲۰۰۵، رهبری خانواده جینوویسه در هاله‌ای از ابهام قرار داشته‌است، اما به نظر می‌رسد که آنها سازمان یافته‌ترین و قدرتمندترین خانواده در ایالات متحده هستند، منابع معتقدند که لبوریو بلومو رئیس فعلی سازمان است. این خانواده که در مافیای امروزی منحصر به فرد است، از اعضای پیرو «اومرتا»، (یک قانون رفتاری که بر پنهان‌کاری و عدم همکاری با نیروی انتظامی و سیستم قضایی تأکید دارد) از منافع زیادی بهره‌مند شده‌است. در حالی که بسیاری از اوباش از سراسر کشور از دهه ۱۹۸۰ علیه خانواده‌های جنایی خود شهادت داده‌اند، خانواده جینوویسه در تاریخ خود تنها ۸ عضو دارد که به عنوان شواهد و مدارک ایالت معرفی شده‌اند